# Chelonus caradrinae
Chelonus caradrinae är en stekelart som beskrevs av Kokujev 1914. Chelonus caradrinae ingår i släktet Chelonus och familjen bracksteklar. Inga underarter finns listade i Catalogue of Life.